# Montividiu do Norte
Montividiu do Norte est une municipalité brésilienne de l'État de Goiás et la microrégion de Porangatu.